# Улица Ха-Яркон
Ха-Яркон (ивр. רחוב הירקון‎) — улица в Тель-Авиве.
Одна из центральных улиц города, туристический центр, с расположенными на ней офисами туристических агентств, авиакомпаний и гостиницами. Для гостей города открыты отели Дан, Sheraton Hotel, Тель-Авив Хилтон и другие.
На улице расположены посольства США, Великобритании, России и других стран.
В начале улицы расположены в основном жилые дома, в том числе несколько частных, неподалёку расположено здание парламента. Далее расположено больше гостиниц.
На улице расположены такие здания, как образовательный центр Гордон, выпускниками которого были многие известные люди, кинотеатр Париж, дом 96 (построенный в 1935 году), дом 70 (построен по проекту архитектора Зеэва Рехтера), Исротель Тауэр — небоскрёб (построен в 1997 году), Бейт-Усышкин (на пересечении с улицей Алленби), синагога Гаон (основана в 1934 году), мечеть Хасан-Бек, Крейзи-хауз (1989).
Близ пляжа расположен парк Независимости, также рядом — отель Хилтон.

## Галерея
- Крэйзи-хауз
- Гостиница Шератон
- Гостиница Дан
- Площадь Лондона
- Посольство США
- Исротель-Тауэр
- Бейт-Усышкин
- Мечеть Хасан-Бек